# 利安尼沙文化和體育會
利安尼沙文化和體育會（西班牙語：Cultural y Deportiva Leonesa）是西班牙卡斯蒂利亞-萊昂自治區萊昂足球會。現時參加西班牙皇家足協甲組聯賽。利安尼沙創立於1923年8月5日。1955–56球季，利安尼沙曾參加西甲，但一季後，又降回西乙。
2014–15季初，利安尼沙曾發表踢死兔特色的球衣引起外界關注。2016–17球季，利安尼沙取得西乙B第 1 組第 1 名，並得贏得附加賽冠軍，取得升上西班牙乙組足球聯賽資格。